# Radio Music Society
Radio Music Society från 2012 är Esperanza Spaldings fjärde musikalbum i eget namn. Spalding är själv såväl kompositör, textförfattare, vokalist, instrumentalist, arrangör som producent på de flesta av spåren. Joe Lovano och Lalah Hathaway är gästsolister på ett par av spåren.

## Låtlista
Alla sånger är skrivna av Esperanza Spalding om inte annat anges.
1. Radio Song – 6:32
2. Cinnamon Tree – 5:35
3. Crowned & Kissed (Esperanza Spalding/Algebra Blessett) – 4:34
4. Land of the Free – 1:54
5. Black Gold (featuring Algebra Blessett och Lionel Loueke) – 5:16
6. I Can't Help It (Stevie Wonder/ Susaye Greene, featuring Joe Lovano) – 4:42
7. Hold On Me – 3:40
8. Vague Suspicions – 5:50
9. Endangered Species (Wayne Shorter/Joseph Vitarelli/Esperanza Spalding, featuring Lalah Hathaway) – 6:37
10. Let Her – 4:20
11. City of Roses – 4:35
12. Smile Like That (Norman Mapp, featuring Joe Lovano) – 4:17

## Medverkande
- Esperanza Spalding – sång bas, elbas
- Leo Genovese – piano, Rhodes, keyboards (spår 1-3, 6, 8-12)
- Terri Lyne Carrington – trummor (spår 1-3, 5, 9, 11)
- Anthony Diamond – saxofon (spår 11)
- Q-Tip – sång, klockspel (spår 11)
- Jamie Haddad – slagverk (spår 1)
- Gretchen Parlato – kör, tal (spår 1, 6, 10)
- Raydar Ellis – tal, ljud (spår 10)
- Leni Stern – kör (spår 10)
- Becca Stevens – kör (spår 1, 6)
- Justin Brown – kör (spår 1, 6)
- Alan Hampton – kör (spår 1)
- Chris Turner – kör (spår 1)
- Darren Barrett – trumpet (spår 1, 2, 3, 9, 10, 12)
- Jeff Galindo – trombon (spår 1, 3, 8, 10, 12)
- Daniel Blake – saxofoner, flöjt (spår 1, 2, 3, 8–10)
- Jef Lee Johnson – gitarr (spår 2, 9)
- Olivia Deprado – violin (spår 2)
- Jody Redhage – viola (spår 2)
- James Weidman – orgel (spår 4)
- Algebra Blessett – sång (spår 5)
- Savannah Children's Choir (spår 5)
- Lionel Loueke – gitarr, röst (spår 5)
- Raymond Angry – orgel (spår 5)
- Tivon Penicott – tenorsaxofon(spår 5)
- Igmar Thomas – trumpet (spår 5)
- Corey King – trumpet (spår 5)
- Joe Lovano – tenorsaxofon (spår 6)
- Ricardo Vogt – gitarr (spår 6, 8, 10)
- Lyndon Rochelle – trummor (spår 6)
- Janice Scroggins – piano (spår 7)
- Billy Hart – trummor (spår 7)
- Jack DeJohnette – trummor (spår 8, 10, 12)
- Lalah Hathaway – sång (spår 9)
- Gilad Hekselman – gitarr (spår 12)
- American Music Program (Big Band) (spår 1, 7, 11)

## Listplaceringar i Norden
| Lista (2012) | Topplacering |
| ------------ | ------------ |
| Norge        | 33           |